# 尿路動力學
尿路動力學（英文：Urodynamics），簡單來說是指液體在尿道上的流動所涉及的事項。

## 定義
尿路動力學（在中國称：尿流動力學或尿動力學）一詞其原意是指液體在尿道上的流動所涉及的事項1。但是，在臨床醫學上，這一詞指的是用來診斷尿道和膀胱狀態的一組檢查方法，基本上包括了測量排尿时尿道壓力、最大尿流率、平均尿流率并且观察尿流率图曲线。所以一般都被稱為尿路動力學檢查或简称尿動力學檢查。

## 歷史
1946年，美國的傑佛遜醫學院的Willard M. Drake醫生發明了，現代尿流速計。他的文章，《尿流速計：研究下尿道的助手》（The Uroflometer: an aid to the study of the lower urinary tract）於1948年美國的《泌尿科期刊》上發表。1953年，他拿到了這個器材的專利權，名稱是Uroflometer，中文翻譯為尿流速計，同年，他成為一個使用urodynamics一詞的人。David M. Davis醫生，當時為傑佛遜醫學院泌尿科的領導人，因此提倡了這個詞的使用。
尿流速計原來由van Beek Industries生產，但是最近卻由Grewe Plastics來生產和批發。Willard M. Drake醫生已經退休，目前住在德克薩斯州的Nacogdoches。2

## 原理
在一般正常人的泌尿系統裡，膀胱的功能基本上在於尿液的填充、儲存和排放，這些過程並非處於一個靜止狀態，而是一個動態的過程，有鑒於此，要檢查下泌尿道的填充、儲存及排放功能時，也需要一種動態的檢查方法。因此要檢查一個下泌尿道功能異常的病人，除了詢問病歷、身體檢查、實驗室檢驗外，尿路動力學檢查也成為了一個必須項目。因為尿路動力學檢查結果，將有助於醫生更瞭解病人的泌尿系統。

## 尿動力學檢查的适应症
- 尿失禁
- 夜尿症
- 頻尿症
- 急尿
- 尿道刺痛
- 尿流異常（慢）
- 排尿等待
- 排尿滴淋不净
- 尿道感染（应尽量先控制感染，再施行尿動力學检查为妥。）

## 檢查過程前奏
醫生首先會了解病人的病歷，同时，病人的尿液樣本會被送去實驗室檢查是否有受到病菌感染。然後做身體檢查，特別是腹部或骨盆；就男性患者只检查前列腺，必要时，作前列腺B型超声检查，通常都能夠找出其病態原因。
之後，醫生會要求病人對自己的泌尿過程做紀錄，所紀錄的事項包括，飲水量、排尿量和排尿次數。這些紀錄基本上都能提供病人膀胱的一些基本資料，比如膀胱的容量（但不包含残余尿量），尿失禁的次數，夜尿的次數，夜尿总量和一天排尿总量等，除此之外，紀錄也能夠告訴醫生病人是不是因為喝過量的水而導致病態。

## 檢查項目
基本上，尿路動力學檢查主要包括了四項功能的檢查，也就是尿流速、膀胱功能、尿道壓力及尿道括約肌。當然，還有其他的項目，其過程會因醫院或醫生而異。
以下是檢查上述功能的主要項目：

### 尿流率圖
尿流率图是尿流动力学检查中非介入检查的记录图；是尿流率计（尿流率图记录仪）描记下排尿过程连续的即刻尿流率数值曲线。
完整的尿流率图曲线提供以下信息：
- 最大尿流率（毫升/秒）
- 平均尿流率（毫升/秒）
- 到达最大尿流率时间（秒）
- 尿流时间（秒）
- 尿流率图曲线形态

上述信息提示受试对象解尿时膀胱及尿道的功能综合结果，讓醫生評估病人解尿時膀胱及尿道的功能，大略可知病人膀胱逼尿肌收縮功能及膀胱頸或尿道出口是否有痉挛、狹窄或阻塞情形。
做尿流率检查，应注意以下几点有助评估：
- 测试前，受测试者处于欲排尿状态；
- 受测试者估计尿量在250毫升至500毫升之间；
- 排尿后立即测定残余尿。

### 膀胱壓力描繪圖
測量膀胱壓力與容積。

### 尿道壓力圖
測量尿道的內壓力，主要測量在於尿道在休息狀態及用力狀態下制尿的功能。

### 肌電圖
能夠將外括約肌及骨盆底肌肉在膀胱填充或儲尿期及膀胱排空期的電氣活動做記錄。

### 影像尿路動力學
是一種影像透視，這儀器能夠協助醫生同步了解膀胱、尿道及骨盆底在填充期、儲尿期及解尿期解剖及生理性的改變。